# Altendorf (Szwajcaria)
Altendorf (gsw. Altedorf) – miejscowość i gmina w Szwajcarii, w kantonie Schwyz, w okręgu March. Leży nad Jeziorem Zuryskim. 

## Demografia
W Altendorfie mieszka 7 185 osób. W 2021 roku 21,6% populacji gminy stanowiły osoby urodzone poza Szwajcarią. 

## Transport
Przez teren gminy przebiegają autostrada A3 oraz droga główna nr 3.